# Chrysotachina aldrichi
Chrysotachina aldrichi är en tvåvingeart som beskrevs av Nunez, Couri och Guimaraes 2002. Chrysotachina aldrichi ingår i släktet Chrysotachina och familjen parasitflugor. Inga underarter finns listade i Catalogue of Life.